# Sędeń Mały
Sędeń Mały (prononciation : [ˈsɛndɛɲ ˈmawɨ]) est un village polonais de la gmina de Łąck dans le powiat de Płock de la voïvodie de Mazovie dans le centre-est de la Pologne.
Il se situe à environ 6 kilomètres au nord-ouest de Łąck (siège de la gmina), 11 kilomètres au sud-ouest de Płock (siège du powiat) et à 103 kilomètres à l'ouest de Varsovie (capitale de la Pologne).
Le village compte approximativement une population de 150 habitants en 2006.

## Histoire
De 1975 à 1998, le village appartenait administrativement à la voïvodie de Płock.